# Rally de Japón de 2022
El Rally de Japón de 2022, oficialmente 7th FORUM8 Rally Japan, fue la séptima edición y la decimotercera y última ronda de la temporada 2022 del Campeonato Mundial de Rally. Se celebró del 10 al 13 de noviembre y contó con un itinerario de diecinueve tramos sobre asfalto que sumaban un total de 283,27 km cronometrados. Fue también la última ronda de los campeonatos WRC2 y WRC 3.
En la casa de Toyota, el ganador de la prueba fue el Hyundai Shell Mobis WRT quien obtuvo la victoria de la mano del belga Thierry Neuville, para mayor delirio de la estructura coreana, Ott Tänak terminó en la segunda posición cerrando la temporada en una gran forma consiguiendo el segundo doblete tras el triplete conseguido en el Rally Acrópolis. El último escalón del podio fue a para el cuarto piloto de Toyota, el local Takamoto Katsuta quien consiguió su segundo podio de la temporada y se convirtió en el primer japonés en conseguir un podio absoluto en el rallye de casa.
En el WRC2 esta prueba definió al campeón de la categoría en una lucha a tres entre Emil Lindholm, Kajetan Kajetanowicz y Andreas Mikkelsen quien al llegar al número máximo de pruebas permitidas no pudo participar en la prueba. La lucha por el título entre Lindholm y Kajetanowicz se terminó rápidamente al chocar Kajetanowicz en la especial de Isegami's Tunnel 1 dañando seriamente su vehículo al punto de tener que abandonar la prueba. Lindholm hizo lo que le correspondía al terminar entre los tres primeros para consagrarse campeón del mundo de la división de plata de los rallys inscribiendo su nombre junto al de sus compatriotas Juho Hänninen y Esapekka Lappi también campeones de la categoría.
Al igual de lo ocurrido en el Rally de Nueva Zelanda del WRC3 al no haber inscritos la prueba no tuvo ganador. 

## Lista de inscritos
| Num.                       | Piloto               | Copiloto               | Automóvil              | Equipo                     | Neu. |
| -------------------------- | -------------------- | ---------------------- | ---------------------- | -------------------------- | ---- |
| 1                          | Sébastien Ogier      | Vincent Landais        | Toyota GR Yaris Rally1 | Toyota Gazoo Racing WRT    | P    |
| 6                          | Dani Sordo           | Cándido Carrera        | Hyundai i20 N Rally1   | Hyundai Shell Mobis WRT    | P    |
| 8                          | Ott Tänak            | Martin Järveoja        | Hyundai i20 N Rally1   | Hyundai Shell Mobis WRT    | P    |
| 11                         | Thierry Neuville     | Martijn Wydaeghe       | Hyundai i20 N Rally1   | Hyundai Shell Mobis WRT    | P    |
| 16                         | Adrien Fourmaux      | Alexandre Coria        | Ford Puma Rally1       | M-Sport Ford WRT           | P    |
| 18                         | Takamoto Katsuta     | Aaron Johnston         | Toyota GR Yaris Rally1 | Toyota Gazoo Racing WRT NG | P    |
| 33                         | Elfyn Evans          | Scott Martin           | Toyota GR Yaris Rally1 | Toyota Gazoo Racing WRT    | P    |
| 42                         | Craig Breen          | James Fulton           | Ford Puma Rally1       | M-Sport Ford WRT           | P    |
| 44                         | Gus Greensmith       | Jonas Andersson        | Ford Puma Rally1       | M-Sport Ford WRT           | P    |
| 69                         | Kalle Rovanperä      | Jonne Halttunen        | Toyota GR Yaris Rally1 | Toyota Gazoo Racing WRT    | P    |
| World Rally Championship 2 |                      |                        |                        |                            |      |
| 20                         | Kajetan Kajetanowicz | Maciej Szczepaniak     | Škoda Fabia Rally2 Evo | Kajetan Kajetanowicz       | P    |
| 21                         | Emil Lindholm        | Reeta Hämäläinen       | Škoda Fabia Rally2 Evo | Toksport WRT               | P    |
| 22                         | Teemu Suninen        | Mikko Markkula         | Hyundai i20 N Rally2   | Hyundai Motorsport N       | P    |
| 23                         | Sami Pajari          | Enni Mälkönen          | Škoda Fabia Rally2 Evo | Toksport WRT               | P    |
| 24                         | Grégoire Munster     | Louis Louka            | Hyundai i20 N Rally2   | Grégoire Munster           | P    |
| 25                         | Bruno Bulacia        | Gabriel Morales        | Škoda Fabia Rally2 Evo | Toksport WRT 2             | P    |
| 26                         | Sean Johnston        | Alexander Kihurani     | Citroën C3 Rally2      | Saintéloc Junior Team      | P    |
| 27                         | Fabrizio Zaldivar    | Marcelo Der Ohannesian | Hyundai i20 N Rally2   | Hyundai Motorsport N       | P    |
| 28                         | Mauro Miele          | Luca Beltrame          | Škoda Fabia Rally2 Evo | Toksport WRT 2             | P    |
| 29                         | Heikki Kovalainen    | Sae Kitagawa           | Škoda Fabia R5         | Heikki Kovalainen          | P    |
| 30                         | Osamu Fukunaga       | Misako Saida           | Škoda Fabia R5         | Osamu Fukunaga             | P    |
| 31                         | Toshihiro Arai       | Naoya Tanaka           | Citroën C3 Rally2      | Toshihiro Arai             | P    |
| 32                         | Luke Anear           | Stuart Loudon          | Ford Fiesta Rally2     | Luke Anear                 | P    |
| 34                         | Jean-Michel Raoux    | Laurent Magat          | Volkswagen Polo GTI R5 | Jean-Michel Raoux          | P    |
| 35                         | Eamonn Boland        | "MJ"                   | Ford Fiesta Rally2     | Eamonn Boland              | P    |
| 36                         | Frédéric Rosati      | Stéphane Prévot        | Hyundai i20 N Rally2   | Frédéric Rosati            | P    |
| 37                         | Satoshi Imai         | Shizuka Takehara       | Citroën C3 Rally2      | Satoshi Imai               | P    |
| World Rally Championship 3 |                      |                        |                        |                            |      |
| No hubo inscritos          |                      |                        |                        |                            |      |
| Fuente: ewrc-results.com   |                      |                        |                        |                            |      |

## Itinerario
| Día                      | Tramo | Nombre                             | Distancia | Ganador de la etapa          | Automóvil                                   | Tiempo          | Líder de la general          |
| ------------------------ | ----- | ---------------------------------- | --------- | ---------------------------- | ------------------------------------------- | --------------- | ---------------------------- |
| Día 1 (10 de noviembre)  | -     | Kuragaike Park Reverse (Shakedown) | 2.80 km   | Thierry Neuville Elfyn Evans | Hyundai i20 N Rally1 Toyota GR Yaris Rally1 | 2:04.6          | -                            |
| Día 1 (10 de noviembre)  | SS1   | Kuragaike Park                     | 2.75 km   | Sébastien Ogier              | Toyota GR Yaris Rally1                      | 2:07.0          | Sébastien Ogier              |
| Día 2 (11 de noviembre)  | SS2   | Isegami's Tunnel 1                 | 23.29 km  | Kalle Rovanperä              | Toyota GR Yaris Rally1                      | 17:44.6         | Kalle Rovanperä              |
| Día 2 (11 de noviembre)  | SS3   | Inabu Dam 1                        | 19.38 km  | Tramo cancelado              | Tramo cancelado                             | Tramo cancelado | Kalle Rovanperä              |
| Día 2 (11 de noviembre)  | SS4   | Shitara Town R 1                   | 22.44 km  | Elfyn Evans                  | Toyota GR Yaris Rally1                      | 14:23.3         | Thierry Neuville Elfyn Evans |
| Día 2 (11 de noviembre)  | SS5   | Isegami's Tunnel 2                 | 23.29 km  | Elfyn Evans                  | Toyota GR Yaris Rally1                      | 10:38.0         | Elfyn Evans                  |
| Día 2 (11 de noviembre)  | SS6   | Inabu Dam 2                        | 19.38 km  | Kalle Rovanperä              | Toyota GR Yaris Rally1                      | 12:18.9         | Elfyn Evans                  |
| Día 2 (11 de noviembre)  | SS7   | Shitara Town R 2                   | 22.44 km  | Tramo cancelado              | Tramo cancelado                             | Tramo cancelado | Elfyn Evans                  |
| Día 3 (12 de noviembre)  | SS8   | Nukata Forest 1                    | 20.56 km  | Elfyn Evans                  | Toyota GR Yaris Rally1                      | 14:17.1         | Elfyn Evans                  |
| Día 3 (12 de noviembre)  | SS9   | Lake Mikawako 1                    | 14.74 km  | Sébastien Ogier              | Toyota GR Yaris Rally1                      | 10:26.5         | Elfyn Evans                  |
| Día 3 (12 de noviembre)  | SS10  | Shinshiro City                     | 7.08 km   | Ott Tänak                    | Hyundai i20 N Rally1                        | 3:31.5          | Elfyn Evans                  |
| Día 3 (12 de noviembre)  | SS11  | Nukata Forest 2                    | 20.56 km  | Sébastien Ogier              | Toyota GR Yaris Rally1                      | 14:06.9         | Elfyn Evans                  |
| Día 3 (12 de noviembre)  | SS12  | Lake Mikawako 2                    | 14.74 km  | Sébastien Ogier              | Toyota GR Yaris Rally1                      | 10:18.2         | Thierry Neuville             |
| Día 3 (12 de noviembre)  | SS13  | Okazaki City SSS 1                 | 1.40 km   | Tramo cancelado              | Tramo cancelado                             | Tramo cancelado | Thierry Neuville             |
| Día 3 (12 de noviembre)  | SS14  | Okazaki City SSS 2                 | 1.40 km   | Thierry Neuville             | Hyundai i20 N Rally1                        | 1:18.8          | Thierry Neuville             |
| Día 4 (13 de noviembre)  | SS15  | Asahi Kougen 1                     | 7.52 km   | Elfyn Evans                  | Toyota GR Yaris Rally1                      | 4:49.5          | Thierry Neuville             |
| Día 4 (13 de noviembre)  | SS16  | Ena City 1                         | 21.59 km  | Thierry Neuville             | Hyundai i20 N Rally1                        | 15:38.7         | Thierry Neuville             |
| Día 4 (13 de noviembre)  | SS17  | Nenoue Plateau                     | 11.60 km  | Sébastien Ogier              | Toyota GR Yaris Rally1                      | 7:45.1          | Thierry Neuville             |
| Día 4 (13 de noviembre)  | SS18  | Ena City 2                         | 21.59 km  | Craig Breen                  | Ford Puma Rally1                            | 17:42.1         | Thierry Neuville             |
| Día 4 (13 de noviembre)  | SS19  | Asahi Kougen 2 (Power Stage)       | 7.52 km   | Craig Breen                  | Ford Puma Rally1                            | 5:20.5          | Thierry Neuville             |
| Fuente: ewrc-results.com |       |                                    |           |                              |                                             |                 |                              |

### Power stage
El power stage fue un tramo de 7.52 km al final del rally. Se otorgaron puntos adicionales a los cinco más rápidos.
| Pos. | Piloto            | Copiloto               | Coche                  | Equipo                  | Tiempo | Puntos |
| ---- | ----------------- | ---------------------- | ---------------------- | ----------------------- | ------ | ------ |
| 1    | Craig Breen       | James Fulton           | Ford Puma Rally1       | M-Sport Ford WRT        | 5:20.5 | 5      |
| 2    | Mauro Miele       | Luca Beltrame          | Škoda Fabia Rally2 Evo | Toksport WRT 2          | +11.8  | 4      |
| 3    | Teemu Suninen     | Mikko Markkula         | Hyundai i20 N Rally2   | Hyundai Motorsport N    | +13.2  | 3      |
| 4    | Thierry Neuville  | Martijn Wydaeghe       | Hyundai i20 N Rally1   | Hyundai Shell Mobis WRT | +14.9  | 2      |
| 5    | Fabrizio Zaldivar | Marcelo Der Ohannesian | Hyundai i20 N Rally2   | Hyundai Motorsport N    | +27.5  | 1      |

## Clasificación final
| World Rally Championship   | World Rally Championship | World Rally Championship | World Rally Championship | World Rally Championship   | World Rally Championship | World Rally Championship | World Rally Championship |
| Pos.                       | Piloto                   | Copiloto                 | Automóvil                | Equipo                     | Neumático                | Tiempo                   | Puntos                   |
| -------------------------- | ------------------------ | ------------------------ | ------------------------ | -------------------------- | ------------------------ | ------------------------ | ------------------------ |
| 1                          | Thierry Neuville         | Martijn Wydaeghe         | Hyundai i20 N Rally1     | Hyundai Shell Mobis WRT    | P                        | 2:43:52.3                | 25                       |
| 2                          | Ott Tänak                | Martin Järveoja          | Hyundai i20 N Rally1     | Hyundai Shell Mobis WRT    | P                        | +1:11.1                  | 18                       |
| 3                          | Takamoto Katsuta         | Aaron Johnston           | Toyota GR Yaris Rally1   | Toyota Gazoo Racing WRT NG | P                        | +2:11.3                  | 15                       |
| 4                          | Sébastien Ogier          | Vincent Landais          | Toyota GR Yaris Rally1   | Toyota Gazoo Racing WRT    | P                        | +2:23.6                  | 12                       |
| 5                          | Elfyn Evans              | Scott Martin             | Toyota GR Yaris Rally1   | Toyota Gazoo Racing WRT    | P                        | +4:05.1                  | 10                       |
| 6                          | Gus Greensmith           | Jonas Andersson          | Ford Puma Rally1         | M-Sport Ford WRT           | P                        | +4:07.4                  | 8                        |
| 7                          | Grégoire Munster         | Louis Louka              | Hyundai i20 N Rally2     | Grégoire Munster           | P                        | +7:50.8                  | 6                        |
| 8                          | Teemu Suninen            | Mikko Markkula           | Hyundai i20 N Rally2     | Hyundai Motorsport N       | P                        | +8:12.4                  | 4                        |
| 9                          | Emil Lindholm            | Reeta Hämäläinen         | Škoda Fabia Rally2 Evo   | Toksport WRT               | P                        | +8:25.6                  | 2                        |
| 10                         | Heikki Kovalainen        | Sae Kitagawa             | Škoda Fabia R5           | Heikki Kovalainen          | P                        | +8:59.8                  | 1                        |
| World Rally Championship 2 |                          |                          |                          |                            |                          |                          |                          |
| 1 (7.)                     | Grégoire Munster         | Louis Louka              | Hyundai i20 N Rally2     | Grégoire Munster           | P                        | 2:51:43.1                | 25                       |
| 2 (8.)                     | Teemu Suninen            | Mikko Markkula           | Hyundai i20 N Rally2     | Hyundai Motorsport N       | P                        | +21.6                    | 18                       |
| 3 (9.)                     | Emil Lindholm            | Reeta Hämäläinen         | Škoda Fabia Rally2 Evo   | Toksport WRT               | P                        | +34.8                    | 15                       |
| 4 (10.)                    | Heikki Kovalainen        | Sae Kitagawa             | Škoda Fabia R5           | Heikki Kovalainen          | P                        | +1:09.0                  | 12                       |
| 5 (11.)                    | Sami Pajari              | Enni Mälkönen            | Škoda Fabia Rally2 Evo   | Toksport WRT               | P                        | +1:10.0                  | 10                       |
| 6 (13.)                    | Sean Johnston            | Alexander Kihurani       | Citroën C3 Rally2        | Saintéloc Junior Team      | P                        | +3:02.7                  | 8                        |
| 7 (14.)                    | Mauro Miele              | Luca Beltrame            | Škoda Fabia Rally2 Evo   | Toksport WRT 2             | P                        | +4:42.7                  | 6                        |
| 8 (16.)                    | Osamu Fukunaga           | Misako Saida             | Škoda Fabia R5           | Osamu Fukunaga             | P                        | +10:12.4                 | 4                        |
| 9 (17.)                    | Eamonn Boland            | "MJ"                     | Ford Fiesta Rally2       | Eamonn Boland              | P                        | +10:51.2                 | 2                        |
| 10 (18.)                   | Luke Anear               | Stuart Loudon            | Ford Fiesta Rally2       | Luke Anear                 | P                        | +13:36.3                 | 1                        |
| World Rally Championship 3 |                          |                          |                          |                            |                          |                          |                          |
| Sin participantes          |                          |                          |                          |                            |                          |                          |                          |
| Fuente: ewrc-results.com   |                          |                          |                          |                            |                          |                          |                          |

## Clasificaciones tras el rally
| Posición | Piloto           | Puntos | Cambios de posición |
| -------- | ---------------- | ------ | ------------------- |
| 1        | Kalle Rovanperä  | 255    | Sin cambios         |
| 2        | Ott Tänak        | 205    | Sin cambios         |
| 3        | Thierry Neuville | 193    | Sin cambios         |
| 4        | Elfyn Evans      | 134    | Sin cambios         |
| 5        | Takamoto Katsuta | 122    | Sin cambios         |

| Posición | Equipo                     | Puntos | Cambios de posición |
| -------- | -------------------------- | ------ | ------------------- |
| 1        | Toyota Gazoo Racing WRT    | 525    | Sin cambios         |
| 2        | Hyundai Shell Mobis WRT    | 457    | Sin cambios         |
| 3        | M-Sport Ford WRT           | 257    | Sin cambios         |
| 4        | Toyota Gazoo Racing WRT NG | 138    | Sin cambios         |